# Nomada fusca
Nomada fusca là một loài Hymenoptera trong họ Apidae. Loài này được Schwarz mô tả khoa học năm 1986.